# Stenellipsis scapogranulata
Stenellipsis scapogranulata är en skalbaggsart som beskrevs av Stefan von Breuning 1978. Stenellipsis scapogranulata ingår i släktet Stenellipsis och familjen långhorningar. Inga underarter finns listade i Catalogue of Life.